# Gelis tauriscus
Gelis tauriscus là một loài tò vò trong họ Ichneumonidae.